# Nazionale femminile di pallacanestro di Andorra
La nazionale di pallacanestro femminile di Andorra, selezioni delle migliori giocatrici di pallacanestro di nazionalità andorrana, rappresenta l'Andorra nelle competizioni internazionali femminili di pallacanestro organizzate dalla FIBA. È gestita dalla Federazione cestistica di Andorra.

## Storia
Affiliata alla FIBA dal 1988, non ha mai partecipato alle grosse manifestazioni internazionali, in quanto appartiene alla sezione della FIBA riservata ai Piccoli Stati d'Europa.

Dal 2005, la FIBA ha suddiviso la zona europea in tre categorie:
- Division A, riservata alle migliori 16 squadre nazionali del continente
- Division B, riservata alle altre 14 squadre nazionali
- Division C, riservata ai Piccoli Stati d'Europa, categoria indipendente dalle prime due

Pertanto, la nazionale andorrana, partecipa al Promotion Cup, che altro non è che un campionato europeo riservato ai piccoli stati d'Europa, che dal 2005 è stato ridenominato FIBA EuroBasket Women Division C.

## Piazzamenti

### Campionati europei division C
- 1996 - 8°
- 2000 -  3°
- 2002 - 5°

- 2004 - 9°
- 2006 - 5°
- 2008 - 4°

## Formazione attuale
La formazione della nazionale andorrana che ha partecipato al FIBA EuroBasket Women Division C 2008:
Carmona · Orantes · Mun Màs · Pla Marsinach · Gómez Vidal · Vicente Blazquez · Orantes · Gallego

## Nazionali giovanili
- Selezioni giovanili della nazionale femminile di pallacanestro di Andorra